# Krotonsav
A krotonsav egy szerves vegyület, egy telítetlen karbonsav. A molekulájában fellép a cisz-transz izoméria, a krotonsav a transz módosulat, a cisz-izomer neve izokrotonsav. Szobahőmérsékleten szilárd halmazállapotú, színtelen vagy sárgás színű, tű alakú kristályokat alkot. A neve a krotonolaj nevéből ered, mert korábban tévesen úgy gondolták, hogy ennek elszappanosításakor keletkezik. A sóit és az észtereit krotonátoknak nevezik.

## Cisz-transzizoméria
A krotonsav molekulájában fellép a geometriai vagy cisz-transz izoméria. A krotonsav a transz-izomer, a párja, az izokrotonsav a cisz-módosulat. Ezt kémiai módszerekkel igazolták. A krotonsavnak és az izokrotonsavnak, mint cisz-transz izomereknek, a fizikai tulajdonságaik egymástól eltérnek. Például az izokrotonsav 25 °C-on vízzel korlátlanul elegyedik, a krotonsav oldhatósága ennél sokkal kisebb.

## Kémiai tulajdonságai
Katalitikus hidrogénezés hatására n-vajsavvá alakul. Ha toluolos oldatban hosszabb ideig ibolyántúli fénnyel világítják meg, részben izokrotonsavvá alakul, izomerizálódik.

## Előállítása
Ha malonsavat piridines közegben acetaldehiddel melegítenek, krotonsav keletkezik. Ez egy úgynevezett Knoevenagel-Doebner reakció. A krotonaldehid oxidációjával is előállítható.

## Felhasználása
Polimerek, műanyagok gyártására használják. A treonin (egy aminosav) racém keveréke is előállítható krotonsavból higany(II)-acetáttal.